# Immobilienverband IVD
Der Immobilienverband Deutschland IVD Bundesverband der Immobilienberater, Makler, Verwalter und Sachverständigen e. V. ist in der Rechtsform eines eingetragenen Vereins ein großer deutscher Unternehmensverband in der Wohnungs- und Immobilienwirtschaft. Er ist zudem eine Berufsorganisation und Interessenvertretung der Dienstleistungsberufe in der Immobilienwirtschaft. Zu den rund 6.200 Mitgliedsunternehmen zählen insbesondere Immobilienmakler, Immobilienverwalter und Bewertungs-Sachverständige sowie Finanzierungs- und Finanzdienstleister, Projektentwickler, Facilitymanager, Bauträger und weitere Berufsgruppen der Immobilienbranche.

## Geschichte
Der Verband entstand am 28. August 2004 als Zusammenschluss aus den bis dahin selbständigen Bundesverband des Ring Deutscher Makler und dem Verband Deutscher Makler durch Beschlüsse der beiden Mitgliederversammlungen. Dirk Wohltorf ist seit 2023 Präsident des IVD. Sein Vorgänger Jürgen Michael Schick wurde zum Ehrenpräsidenten ernannt.

## Aufgaben und Ziele
Als Berufsverband setzt sich der IVD dafür ein, das Ansehen der dienstleistenden Immobilienberufe zu fördern und ihre Berufsfreiheit zu sichern. Der Verband ist Ansprechpartner für Medien und Entscheider auf allen politischen Ebenen bei immobilienwirtschaftlichen und wohnpolitischen Fragen – mit dem Ziel, optimale Rahmenbedingungen für funktionsfähige Immobilienmärkte zu erreichen. Um die Qualität der Immobilien-Dienstleistungen auf einem hohen Niveau zu sichern, muss jedes Mitglied für die Aufnahme in den Verband seine Sach- und Fachkunde nachweisen und ist verpflichtet, regelmäßig an Weiterbildungsmaßnahmen teilzunehmen. Das Unterhalten einer Vermögensschadenhaftpflicht- sowie Vertrauensschadenversicherung ist für IVD-Mitglieder obligatorisch. Ebenso müssen die Mitglieder die IVD-Standesregeln und die IVD-Wettbewerbsregeln sowie den Ombudsmann Immobilien anerkennen, der bei Konflikten zwischen IVD-Mitglied und dessen Kunden zur außergerichtlichen Vermittlung angerufen werden kann. Im Interesse aller Marktteilnehmer ist der IVD Miteigentümer des kosten- und werbefreien Portals immobilie1.

## Politische Teilnahme und Marktforschung

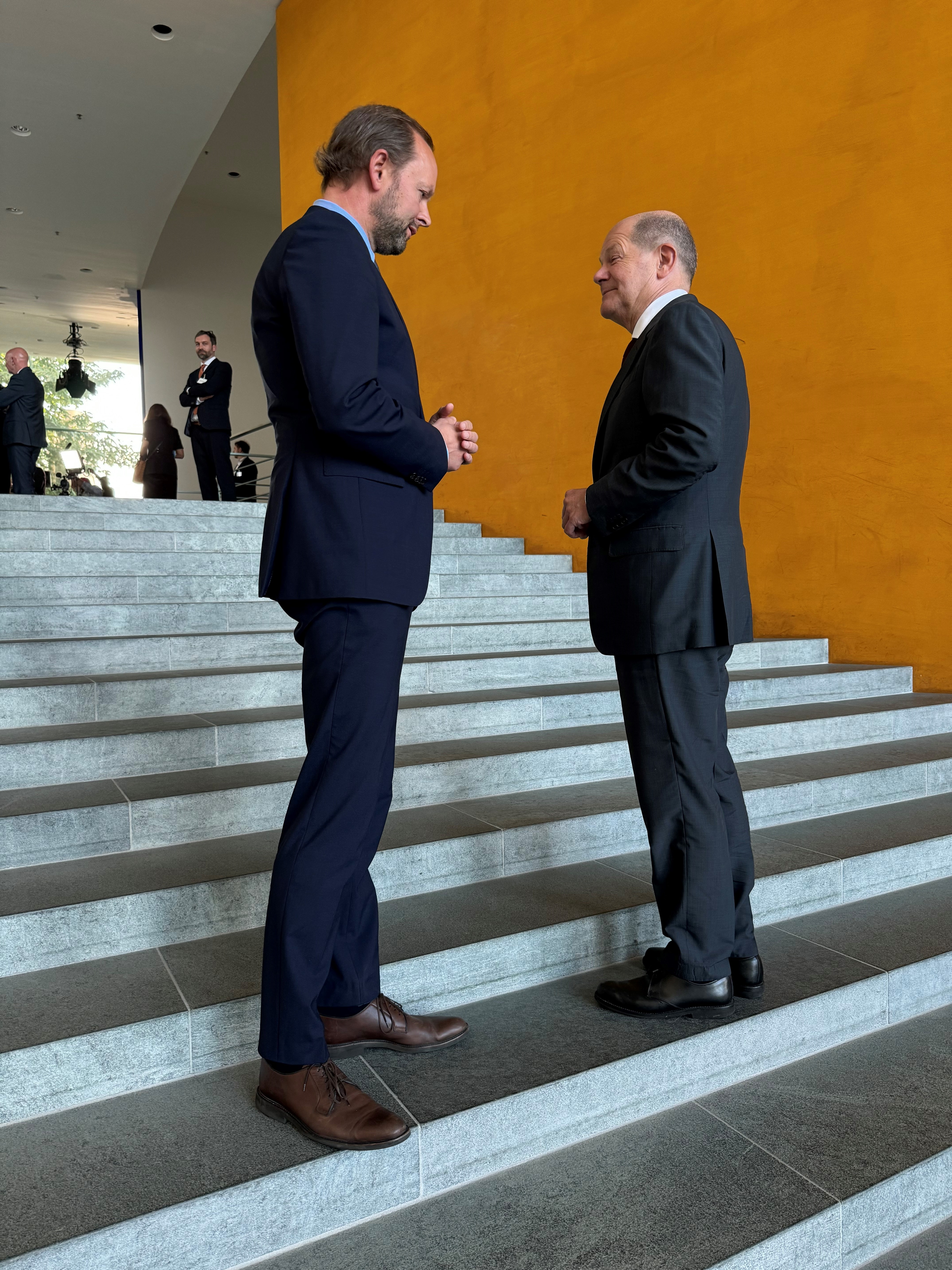
IVD-Präsident Dirk Wohltorf mit Bundeskanzler Olaf Scholz auf dem Wohngipfel im Bundeskanzleramt, September 2023.

Der Immobilienverband Deutschland (IVD) nimmt eine aktive Rolle in der politischen Diskussion und Marktforschung ein. Die Ergebnisse werden in hauseigenen Publikationen wie etwa dem Preisspiegel veröffentlicht und tragen dadurch zur öffentlichen Bewertung des Marktes bei. Um die aktuelle Marktlage zu analysieren und zu bewerten, erhebt der Verband das Transaktionsvolumen, führt regelmäßige Umfragen unter seinen Mitgliedern durch und arbeitet zur Auswertung mit externen Immobilienexperten zusammen. Diese Maßnahmen dienen dazu, Einblicke in politische Entscheidungen zu geben und ihre Konsequenzen für die Immobilienwirtschaft zu beurteilen.
Auch bei politischen Entscheidungsprozessen vertritt der Verband die Interessen der Immobilienwirtschaft, wie z. B. beim Wohngipfel im Bundeskanzleramt im September 2023.

## Publikationen
In der Publikation und Medienkommunikation trägt der Verband zur Informationsverbreitung in der Immobilienbranche bei. Zu den regelmäßigen Veröffentlichungen gehören der jährlich erscheinende IVD-Gewerbepreisspiegel, der die Immobilienmarktentwicklung in rund 380 Städten abbildet, und der IVD-Wohn-Preisspiegel, der Daten zu 450 Städten und Regionen liefert. Beide Publikationen basieren auf Marktinformationen von IVD-Marktberichterstattern. Zudem veröffentlicht der Verband das Fachmagazin „AIZ – Das Immobilienmagazin“, um über Branchentrends und Entwicklungen zu berichten. Der IVD gibt zudem spezielle Newsletter für Mitglieder heraus, die aktuelle Brancheninformationen enthalten.

## Bildungsangebote
Der IVD engagiert sich in der Organisation von Veranstaltungen und der Bereitstellung von Bildungsangeboten. Jährlich veranstaltet der Verband den Deutschen Immobilientag (DIT), eine der größten Netzwerkveranstaltungen der Immobilienbranche, die in verschiedenen Städten stattfindet. Die Bildungsinstitute der IVD Regionen unterbreiten ein umfangreiches aktuelles Fortbildungsangebot. Darüber hinaus engagiert sich der IVD in der Europäischen Immobilienakademie (EIA) und der Deutschen Immobilienakademie (DIA), die als Weiterbildungsinstitute in den Kernbereichen Immobilienwirtschaft und Sachverständigenwesen fungieren.

## Organisation
Auf regionaler Ebene unterstützt der in Berlin ansässige Verband mit sechs selbständigen Regionalverbänden die Arbeit seiner Mitglieder und steht der Öffentlichkeit als Ansprechpartner zur Verfügung.
- Region Nord (Bundesländer Bremen, Hamburg, Mecklenburg-Vorpommern, Niedersachsen und Schleswig-Holstein) mit Sitz in Hamburg
- Region Mitte (Bundesländer Hessen und Thüringen) mit Sitz in Frankfurt am Main
- Region Berlin-Brandenburg (Bundesländer Berlin und Brandenburg) mit Sitz in Berlin
- Region West (Bundesländer Nordrhein-Westfalen, Rheinland-Pfalz und Saarland) mit Sitz in Köln
- Region Mitte-Ost (Bundesländer Sachsen und Sachsen-Anhalt) mit Sitz in Leipzig
- Region Süd (Bundesländer Bayern und Baden-Württemberg) mit Sitz in München

## Mitgliedschaften
Der Verband ist folgenden Verbänden angeschlossen:
- Bündnis bezahlbarer Wohnraum der Bundesregierung
- Bundesarbeitsgemeinschaft Immobilienwirtschaft Deutschland (BID)
- Impulse für den Wohnungsbau
- Verbändebündnis Wohneigentum
- Deutscher Verband für Wohnungswesen, Städtebau und Raumordnung e. V.
- IfS Institut für Stadtforschung und Strukturpolitik
- Conseil européen des Professions immobilières (CEPI)
- The European Group of Valuers Associations (TEGoVA)
- Arbeitsgemeinschaft für zeitgemäßes Bauen e. V.
- Deutsche Gesellschaft für Verbandsmanagement (DGVM)
- Zentrale zur Bekämpfung unlauteren Wettbewerbs (WBZ)